# Poliosia parvi
Poliosia parvi là một loài bướm đêm thuộc phân họ Arctiinae, họ Erebidae.